# Chamoson
Chamoson is een gemeente in het Rhônedal in Zwitserland. Er ligt een plaats in de gemeente met dezelfde naam Chamoson. De plaats Chamoson ligt tussen Sion en Martigny, maar ligt zelf niet aan de Rhône. Plaats en gemeente liggen in het kanton Wallis. De gemeente strekt zich over bijna de hele breedte van het Rhônedal uit, vanaf de Rhône over de breedte van het dal en verder bergop de noordhelling op tot aan de bergrug op de grens met Vaud. Binnen de gemeente ligt het dorp Saint-Pierre-de-Clages, dat als boekenstad bekend staat en waar ieder jaar een boekenfestival wordt georganiseerd.
Chamoson had 4.178 inwoners op 31 december 2022, dat betekende 129 inwoners/km2. 
Chamoson is de typelocatie van het mineraal chamosiet.

## Websites
- Statistische gegevens over deze gemeente bij Bundesamt für Statistik

Ardon · Chamoson · Conthey · Nendaz · Vétroz
- Gemeinsame Normdatei: 4593473-3
- Historisch woordenboek van Zwitserland: 002671
- Virtual International Authority File: 233882183
- WorldCat: E39PBJcBXr7hKMK6RKMvjxjHmd